# 透輝石
透輝石（英語：Diopside）是一種常見的單斜晶系輝石族礦物，一種天然的鈣鎂硅酸鹽，化學式為MgCaSi
2O
6，與鈣鐵輝石(FeCaSi
2O
6)和普通輝石形成完整的固溶體系列，也能與斜方輝石和易變輝石的形成部分固溶體。透輝石具有多種顏色，其中以暗綠色最為典型，加熱後潔白，是燒制陶瓷的一種原料，透輝石英文名稱一字源自兩個希臘字，分別是「雙倍」(Di) 和「影像」(opside)，由於它稜鏡的形狀使可呈現出雙重的影像。

## 形成
透輝石可以在超基性火成岩（如：金伯利岩和橄欖岩）以及基性火成岩（如：橄欖石玄武岩和安山岩）中被發現。透輝石也存在於各種變質岩中，例從高矽白雲岩經過接觸變質而來的矽卡岩中。另外透輝石也是地幔中的重要礦物，常見於金伯利岩和鹼性玄武岩所捕獲的橄欖岩中。